# Mamá campanita
Mamá campanita é uma telenovela mexicana produzida por Valentín Pimstein para a Televisa e exibida pelo El Canal de las Estrellas entre 6 de novembro de 1978 e 12 de julho de 1979.
A trama é um remake da novela La duquesa, produzida em 1966.
Foi protagonizada por Silvia Derbez, Enrique Lizalde, Laura Zapata e Raymundo Capetillo e antagonizada por Anita Blanch, María Idalia e Marilú Elizaga.

## Sinopse
Carmen é uma mulher pobre mas doce e honesta, que no funeral de seu marido conhece Gerardo, que era um ex-aluno de seu falecido marido. Ao ficar viúva, Carmen vai morar com sua mãe Ana, uma mulher má e egoísta. Mais tarde, ela volta a encontrar Gerardo e entre eles nasce o amor. Eles se casam, apesar da oposição de Doña Irene, a mãe Gerardo, que não aceita Carmen porque ela é pobre. Com as melhores intenções, Carmen tenta evitar um escândalo na família, ao descobrir que Elisa, a irmã de Gerardo engana seu marido, Pablo. Carmen intervém para impedir que Elisa e seu amante escapem. A intrigante Doña Irene envia seu filho para seguir Carmen e o último, ao descobri-la com o amante de Elisa, acredita que ela é quem o engana, a despreza e a abandona tomando-a a filha Irene.
Devido à tristeza, Carmen vai ao sanatório. Depois de alguns anos, ela sai apenas para se tornar uma vendedora de loteria que tem um pequeno sino como a única lembrança de sua filha, por isso recebe o apelido de "Mama Campanita". Agora ela mora em um bairro e nunca mais ouviu falar de seu marido e filha novamente. Mas o destino o faz encontrar novamente Gerardo e esclarecer o mal-entendido que os separou anos atrás. No entanto, quando eles começam a viver juntos novamente, Gerardo morre de um ataque cardíaco. A morte de Gerardo coincide com o retorno de Irene dos Estados Unidos. Carmen por fazer feliz a sua filha orgulhosa acostumada a luxos, recebe a ajuda de um jovem generoso, Gabriel, que lhe dá um apartamento e roupas novas para fazê-la parecer uma mulher rica. Ambos se apaixonam,
Com desprezo pelo desprezo de sua filha, Carmen volta ao bairro, mas um dia ela é assaltada e espancada e sua memória está perdida. Ele chega na casa de uma mulher rica e seus filhos que a recebem com carinho. Algum tempo passa e Carmen começa a recuperar sua memória, e graças ao som de sua campainha, ela lembra do bairro e sua amiga Ceci conhece sua Mama Campanita e diz à mulher e seus filhos que ela é chamada assim. Ela se lembra de todo o seu passado e vê no jornal que Irene vai se casar, pede que seja levado para a igreja. Mama Campanita atende a cerimônia, mas fica para trás para evitar ser vista. Quando a cerimônia termina e ela se prepara para esconder seu sino, parece involuntariamente, tudo na igreja se volta para vê-la e Irene, arrependida de ter desprezado a mãe, corre para abraçá-la, assim como todos os presentes.

## Elenco
- Silvia Derbez - Carmen Solís vda. de Rodena / Mamá Campanita[2]
- Enrique Lizalde - Gerardo Rodena
- Laura Zapata - Irene Rodena
- Raymundo Capetillo - Gabriel Carbajal
- María Idalia - Beatriz
- Anita Blanch - Doña Ana
- Marilú Elizaga - Doña Irene
- Estela Chacón - Cecilia "Ceci"
- Graciela Bernardos - Elisa
- Claudio Obregón - Pablo
- Silvia Caos - Josefina
- Otto Sirgo - Enrique
- Dina de Marco - Lucero
- José Elías Moreno - Polo
- Maricruz Nájera - Martina
- Carmen Cortés - Sra. Campos
- Raúl Boxer - Alejandro
- Julieta Egurrola
- Luis Couturier
- Rafael Sánchez Navarro

## Versões
- La duquesa produzida por Valentín Pimstein para o Telesistema Mexicano em 1966 e protagonizada por Sara García, Miguel Córcega e Belén Díaz.